# Saint-Hyacinthe—Rouville
Pour les articles homonymes, voir Saint-Hyacinthe (homonymie) et Rouville.
Saint-Hyacinthe—Rouville est une ancienne circonscription électorale fédérale située en Montérégie au Québec, représentée de 1917 à 1935.

## Historique
La circonscription a été créée en 1914 avec des parties de Rouville et de Saint-Hyacinthe. Elle est abolie en 1933 et divisée parmi les circonscriptions de Chambly—Rouville, Richelieu—Verchères et de Saint-Hyacinthe—Bagot.
En 1924, la circonscription comprenait:
- Les comtés de Saint-Hyacinthe et de Rouville
- La cité de Saint-Hyacinthe

## Liste des députés
| Législature                                                                  | Années    | Député | Député                            | Parti   |
| ---------------------------------------------------------------------------- | --------- | ------ | --------------------------------- | ------- |
| Créée depuis Rouville et Saint-Hyacinthe                                     |           |        |                                   |         |
| 13e                                                                          | 1917–1921 |        | Louis-Joseph Gauthier             | Libéral |
| 14e                                                                          | 1921–1925 |        | Louis-Simon-René Morin            | Libéral |
| 15e                                                                          | 1925–1926 |        | Louis-Simon-René Morin            | Libéral |
| 16e                                                                          | 1926–1930 |        | Louis-Simon-René Morin            | Libéral |
| 17e                                                                          | 1930–1935 |        | Joseph-Théophile-Adélard Fontaine | Libéral |
| Dissoute dans Chambly—Rouville, Richelieu—Verchères et Saint-Hyacinthe—Bagot |           |        |                                   |         |